# آرتور ساکستون
آرتور ساکستون (انگلیسی: Arthur Saxton; ۲۸ اوت ۱۸۷۴ – ۱۹۱۱ (۳۶−۳۷ سال)) بازیکن فوتبال بود.
از باشگاه‌هایی که در آن بازی کرده‌است می‌توان به باشگاه فوتبال ناتینگهام فارست اشاره کرد.